# 2016年の野球
2016年の野球（2016ねんのやきゅう）では、2016年の野球界における動向をまとめる。
2015年の野球 - 2016年の野球 - 2017年の野球

## 出来事

### 1月
- 1月18日【プロ・アマ】 - 2016年度の野球殿堂表彰者が発表され、プレーヤー部門では工藤公康（最終所属：埼玉西武）、斎藤雅樹（最終所属：巨人）、エキスパート部門では榎本喜八（最終所属：西鉄）、特別表彰部門ではアマチュア野球の発展に尽くした功績により松本瀧藏（明治大学硬式野球部出身、元衆議院議員）、山中正竹（法政大学野球部出身、バルセロナオリンピック野球日本代表監督）の5名が選出された[1]。
- 1月20日【独立・四国アイランドリーグplus】 - 四国アイランドリーグplusのトライアウトに昨年11月に挑戦し、合格したお笑いコンビ・360°モンキーズの杉浦双亮が愛媛マンダリンパイレーツと正式に契約を交わしたことを発表[2]。登録名は「サブロク双亮」。なお、芸能人の独立リーグ入りは史上初めて。
- 1月22日【独立・四国アイランドリーグplus】- 徳島インディゴソックスは、中華職業棒球大聯盟初の2000本安打を達成した張泰山（前・統一セブンイレブン・ライオンズ）の入団を発表[3]。
- 1月27日 - 【高校】第98回全国高等学校野球選手権大会の運営委員会が開催され、大会開幕日を8月7日とすることなどを決定[4]。
- 1月29日 - 【高校】第88回選抜高等学校野球大会の選考委員会が開催され、21世紀枠の3校を含めた出場32校が選出[5]。初出場は6校。

### 2月
- 2月16日 【独立・四国アイランドリーグplus】- 徳島インディゴソックスは、守備走塁コーチに元北海道日本ハムファイターズの駒居鉄平が就任すると発表[6]。
- 2月17日 - 【高校】 桑田真澄、立浪和義らを輩出した高校野球の名門校であるPL学園（大阪府富田林市）が本年夏の大会を最後に硬式野球部を休部する方針であることが明らかに。なお、新入部員の受入は既に停止していた[7]。
- 2月26日 - 【独立・ルートインBCリーグ】 巨人、楽天で活躍したジョン・ボウカーが、BCリーグの福島ホープスへの入団が決定[8]。

### 3月
- 3月1日 【独立・四国アイランドリーグplus】- 愛媛マンダリンパイレーツは、野手コーチの森山一人の退任と、後任に萩原淳（前・高知ファイティングドッグスコーチ）の就任を発表[9]。萩原は愛媛へは3年ぶりの復帰となる[9]。
- 3月1日 【高校】- 日本学生野球協会は高校野球の不祥事11件の処分を決めた。浜田高等学校（島根県）は対外試合禁止6ヶ月の処分[10]。
- 3月11日 【独立・四国アイランドリーグplus】- 愛媛マンダリンパイレーツは、前東京ヤクルトスワローズのミッチ・デニングの入団を発表[11]。
- 3月23日 【独立・ルートインBCリーグ】ベースボール・チャレンジ・リーグは、2017年シーズンからのリーグ戦参加を前提とした「栃木県民球団」「滋賀県民球団」の準加盟承認と、球団準備室の発足を発表[12]。
- 3月31日 【高校】第88回選抜高等学校野球大会決勝が行われ智辯学園（奈良県）が高松商（香川県）を2-1のサヨナラゲームで下し、春夏通じ初優勝、奈良県勢としては1997年（第69回）の天理以来19年ぶりの優勝[13]。

### 4月
- 4月2日 - 【独立・四国アイランドリーグplus】四国アイランドリーグplusの2016シーズンの開幕戦2試合が行われ、香川県・レクザムスタジアムで行われた香川オリーブガイナーズVS愛媛マンダリンパイレーツの試合は7-2で愛媛が、高知県・高知球場で行われた高知ファイティングドッグスVS福岡ソフトバンクホークス3軍との試合は、1-0でソフトバンク3軍がそれぞれ勝利[14]。
- 4月9日 - 【独立・ルートインBCリーグ】ベースボールチャレンジリーグの2016シーズンの開幕戦4試合が行われる。
- 4月20日 - 【高校】第98回全国高等学校野球選手権大会の運営委員会が開催され、8月21日予定の決勝戦について、同時に開催されているリオデジャネイロオリンピック（ブラジル）での日本に於ける競技のテレビ中継との時間競合を避けるため、例年より1時間遅らせて試合開始時刻を14時00分とすることを決定[15]。

### 5月
- 10日 - 【野球】社会人野球の三菱自動車倉敷オーシャンズ（岡山県倉敷市）と三菱自動車岡崎硬式野球部（愛知県岡崎市）が、親会社・三菱自動車工業の不祥事を受け、第87回都市対抗野球大会の地区予選をそれぞれ出場辞退することを表明[16]。
- 26日 - 【独立・四国アイランドリーグplus】徳島インディゴソックスに所属する韓国出身で外野手のハ・ジェフンが、東京ヤクルトスワローズに移籍することが決まったと発表される[17]。
- 28日
  - 【野球】 平成28年度野球殿堂入り表彰者のうち、アマチュア野球出身者で特別部門顕彰の松本瀧藏及び山中正竹両名の表彰式が平成28年春季東京六大学野球リーグ戦最終節の早慶戦（明治神宮野球場）第1戦の試合開始に先立って執り行われた[18]。
  - 【独立・四国アイランドリーグplus】この日、高知ファイティングドッグスに勝利して前期優勝マジックを1としていた愛媛マンダリンパイレーツは、マジック対象チームの徳島インディゴソックスが香川オリーブガイナーズに敗れたため、前期優勝が決定[19]。愛媛は前年後期に続く半期優勝で、前期は初めてとなる。

### 6月
- 8日 - 【高校野球】 日本高等学校野球連盟は、47都道府県の高校野球指導者から選出する平成28年度育成功労賞の受賞者を発表[20][21]。表彰式については、青森県、栃木県、埼玉県、新潟県、愛知県、大阪府、鳥取県、大分県の選出者を第98回全国高等学校野球選手権大会（8月15日、阪神甲子園球場）へ招き、当日の第1試合開始前に執り行う予定[20]。その他の表彰者については第98回全国高等学校野球選手権大会各地区予選の関連行事として表彰を行うこととしている[20]。
- 9日 -【独立・四国アイランドリーグplus】徳島インディゴソックスに所属するガブリエル・ガルシアが読売ジャイアンツに移籍することが決まったと発表される[22]。
- 10日 - 【独立・BASEBALL FIRST LEAGUE】BASEBALL FIRST LEAGUEは、2017年のシーズンからリーグ戦に参加する前提で、和歌山県田辺市を本拠とする新球団「和歌山ファイティングバーズ」が設立される予定であると発表した[23][24]。
- 18日 - 【独立・ルートインBCリーグ】群馬ダイヤモンドペガサスは、高崎市城南野球場で行われた福島ホープス戦に10-0で勝利し、2位の新潟アルビレックス・ベースボール・クラブが武蔵ヒートベアーズに敗れたことで、2年ぶりとなる前期優勝を達成した[25]。
- 19日 - 【独立・ルートインBCリーグ】石川ミリオンスターズは、県営富山球場で行われた富山GRNサンダーバーズ戦に4-3で勝利し、前期優勝を達成[26]。石川の半期優勝は2014年後期以来。
- 28日 - 【独立・ルートインBCリーグ】ベースボール・チャレンジ・リーグは、3月に準加盟を認めていた栃木県と滋賀県の球団について、この日の代表者会議で正式な加盟を承認したと発表した[27]。滋賀県の球団については「滋賀ユナイテッドベースボールクラブ」という球団名もあわせて公表され、2017年からはこの2球団を加えた10球団でリーグ戦を実施する[27]。

### 8月
- 1日 - 【独立・ルートインBCリーグ】来年度よりリーグ戦に参加する栃木球団の名称が「栃木ゴールデンブレーブス」に決まったことが発表される[28]。
- 21日 - 【高校】第98回全国高等学校野球選手権大会決勝が行われ作新学院（栃木県）が北海（南北海道）を7-1で下し、1962年（第44回）以来54年ぶり2回目の優勝[29]。

### 9月
- 4日
  - 【高校】台湾・台中市で開催された第11回U-18アジア選手権大会決勝戦で、日本代表が台湾代表に1-0で勝利し、2大会ぶり5度目の優勝を達成[30]。
  - 【独立・ルートインBCリーグ】西地区で後期優勝マジックを1としていた石川ミリオンスターズは、マジック対象チームの富山GRNサンダーバーズが信濃グランセローズに敗北し、後期優勝を達成[31]。石川は前期に続く連覇。
- 9日【独立・ルートインBCリーグ】群馬ダイヤモンドペガサスは前橋市民球場で行われた武蔵ヒートベアーズ戦に16-6で勝利し、東地区の後期優勝を達成[32]。群馬は前期に続く連覇。
- 15日 【独立・四国アイランドリーグplus】後期優勝マジックを1としていた愛媛マンダリンパイレーツは、徳島県営蔵本球場で行われた徳島インディゴソックス戦を2-2で引き分け、3期連続（前後期制覇はチーム史上初）となる後期優勝を達成した[33]。
- 16日 【独立・ルートインBCリーグ】群馬ダイヤモンドペガサスは前橋市民球場で行われた福島ホープスとの東地区チャンピオンシップ第1戦に9-2で勝利し、2年ぶりとなる東地区優勝を達成[34]。
- 17日 【高校】敦賀気比高等学校でコーチが2年生部員に頭突き、コーチは8月28日から1ヶ月の謹慎処分[35]。
- 20日 【独立・ルートインBCリーグ】石川ミリオンスターズが西地区チャンピオンシップに優勝。福井ミラクルエレファンツとのチャンピオンシップ対戦成績は0勝2敗であったが、この日予定されていた第3戦が雨天中止となり、予備日が残っていなかったことから「年間勝率2位チームの優勝条件は3戦全勝」というリーグ規定に基づき、石川の優勝となった[36]。
- 21日 【独立・四国アイランドリーグplus】愛媛マンダリンパイレーツは松山中央公園野球場で行われた徳島インディゴソックスとのリーグチャンピオンシップ第2戦に2-1で勝利し、2年連続となる年間総合優勝を達成した[37][38]。
- 25日 【独立・ルートインBCリーグ】群馬ダイヤモンドペガサスはこの日群馬県立敷島公園野球場で行われた石川ミリオンスターズとのリーグチャンピオンシップ第4戦に6-2で勝利し、2年ぶり3回目となる年間総合優勝を達成した[39]。
- 28日 【独立・BASEBALL FIRST LEAGUE】リーグ戦優勝マジックを1としていた兵庫ブルーサンダーズは、城山公園野球場で行われた06BULLS戦に8-1で勝利し、3年連続3回目となるリーグ戦優勝[40]。

### 10月
- 10日 【独立】群馬ダイヤモンドペガサスは、前橋市民球場で行われたグランドチャンピオンシップ第5戦で愛媛マンダリンパイレーツに8対3で勝利し、対戦成績を3勝2敗として初優勝した[41]。
- 20日 【独立・BASEBALL FIRST LEAGUE】兵庫ブルーサンダーズは、花園中央公園野球場で行われたチャンピオンシップ第4戦で06BULLSに2対1で勝利し、対戦成績を3勝2敗（リーグ戦優勝によるアドバンテージ1勝を含む）として年間優勝を達成[42]。
- 26日 【独立・ルートインBCリーグ】来年度よりリーグ戦に参加する予定の滋賀ユナイテッドベースボールクラブは、初代監督に元阪神タイガースの上園啓史の就任を発表[43]。
- 31日 【独立・BASEBALL FIRST LEAGUE】来年度よりリーグ戦に参加する予定の和歌山ファイティングバーズは、初代監督に兵庫ブルーサンダーズの前監督で和歌山県出身でもある山崎章弘の就任を発表した[44]。

### 11月
- 4日
  - 【社会人】JR北海道は、経営合理化の一環として、JR北海道硬式野球部を今季限りで休部する方針を固めたことを発表。なお、同部はクラブチームへの移行を目指している[45]。
  - 【独立・BASEBALL FIRST LEAGUE】兵庫ブルーサンダーズは、コーチの続木敏之が監督に昇格すると発表[46]。
- 6日 - 【国際】メキシコで開催されていた2016 WBSC U-23ワールドカップ決勝戦で、日本がオーストラリアに10対3で勝利し、初代チャンピオンとなった[47]。
- 13日【高校】2013年4月に逝去した一色俊作の追悼交歓試合が愛媛県大洲総合運動公園野球場にて行われた。かつて指導した松山商、新田高、帝京五高の現役選手らが参加。
- 15日 【独立・ルートインBCリーグ】滋賀ユナイテッドベースボールクラブの打撃コーチに、元阪神タイガースの桜井広大が就任すると発表[48]。
- 21日 【独立・四国アイランドリーグplus】愛媛マンダリンパイレーツは今シーズンで退任する監督の弓岡敬二郎の背番号「77」を球団初の永久欠番にすると発表[49]。
- 26日【高校】熊本市の藤崎台県営野球場にて1996年夏の甲子園決勝を戦った、松山商と熊本工業両チームの当時のメンバーが20年ぶりに集まり再戦が行われた。

### 12月
- 2日 - 【独立・BASEBALL FIRST LEAGUE】姫路GoToWORLDが、「運営会社の見通しが立たない」ことを理由に今シーズンで活動を休止すると発表[50]。
- 7日
  - 【独立・四国アイランドリーグplus】徳島インディゴソックスは、元福岡ソフトバンクホークス選手で、前中信兄弟コーチである養父鐵の監督就任を発表[51]。
  - 【独立・ルートインBCリーグ】新潟アルビレックス・ベースボール・クラブは、前愛媛マンダリンパイレーツコーチの加藤博人の監督就任を発表[52][53]。
  - 【独立・ルートインBCリーグ】福井ミラクルエレファンツは、北村照文の監督就任[54]、田中雅彦のバッテリーコーチ就任[55]、真田裕貴の退団を発表[56]。
- 8日 - 【独立・ルートインBCリーグ】栃木ゴールデンブレーブスは、監督に元福岡ソフトバンクホークス選手の辻武史、コーチに前埼玉西武ライオンズコーチの宮地克彦の就任を発表[57]。
- 13日 - 【独立・ルートインBCリーグ】茨城県を本拠とする「茨城県民球団」の準加盟承認と、設立準備室開設を発表[58]。

## 競技結果

### 独立リーグ（日本）

#### 四国アイランドリーグplus
※四国アイランドリーグplusの結果。
|      | 前期                       | 前期 | 前期 | 前期 | 前期 | 前期 | 後期                       | 後期 | 後期 | 後期 | 後期 | 後期 |
| 順位 | 球団                       | 勝   | 敗   | 分   | 勝率 | 差   | 球団                       | 勝   | 敗   | 分   | 勝率 | 差   |
| ---- | -------------------------- | ---- | ---- | ---- | ---- | ---- | -------------------------- | ---- | ---- | ---- | ---- | ---- |
| 優勝 | 愛媛マンダリンパイレーツ   | 19   | 10   | 2    | .655 | -    | 愛媛マンダリンパイレーツ   | 16   | 12   | 6    | .571 | -    |
| 2位  | 徳島インディゴソックス     | 19   | 11   | 1    | .633 | 0.5  | 香川オリーブガイナーズ     | 15   | 13   | 6    | .536 | 1.0  |
| 3位  | 香川オリーブガイナーズ     | 13   | 18   | 0    | .419 | 6.5  | 高知ファイティングドッグス | 15   | 13   | 6    | .536 | 0    |
| 4位  | 高知ファイティングドッグス | 10   | 17   | 4    | .370 | 1.0  | 徳島インディゴソックス     | 14   | 14   | 6    | .500 | 1.0  |

※後期の香川と高知は同勝率。直接対戦成績の優劣により香川が2位。

##### リーグチャンピオンシップ
- 9月20日〜9月21日、坊っちゃん

第1戦 愛媛 8 - 4 徳島
第2戦 愛媛 2 - 1 徳島
（愛媛は2年連続2回目の総合優勝）

#### ベースボール・チャレンジ・リーグ
※ベースボール・チャレンジ・リーグの結果。
| 東地区 | 東地区                   | 東地区 | 東地区 | 東地区 | 東地区 | 東地区 | 東地区                   | 東地区 | 東地区 | 東地区 | 東地区 | 東地区 |
|        | 前期                     | 前期   | 前期   | 前期   | 前期   | 前期   | 後期                     | 後期   | 後期   | 後期   | 後期   | 後期   |
| 順位   | 球団                     | 勝     | 敗     | 分     | 勝率   | 差     | 球団                     | 勝     | 敗     | 分     | 勝率   | 差     |
| ------ | ------------------------ | ------ | ------ | ------ | ------ | ------ | ------------------------ | ------ | ------ | ------ | ------ | ------ |
| 優勝   | 群馬ダイヤモンドペガサス | 19     | 16     | 1      | .543   | -      | 群馬ダイヤモンドペガサス | 23     | 11     | 2      | .676   | -      |
| 2位    | 福島ホープス             | 17     | 18     | 1      | .486   | 2.0    | 福島ホープス             | 18     | 15     | 3      | .545   | 4.5    |
| 3位    | 新潟アルビレックスBC     | 16     | 17     | 3      | .485   | 0.0    | 新潟アルビレックスBC     | 15     | 18     | 3      | .455   | 3.0    |
| 4位    | 武蔵ヒートベアーズ       | 12     | 22     | 2      | .353   | 4.5    | 武蔵ヒートベアーズ       | 10     | 19     | 7      | .345   | 3.0    |

| 西地区 | 西地区                   | 西地区 | 西地区 | 西地区 | 西地区 | 西地区 | 西地区                   | 西地区 | 西地区 | 西地区 | 西地区 | 西地区 |
|        | 前期                     | 前期   | 前期   | 前期   | 前期   | 前期   | 後期                     | 後期   | 後期   | 後期   | 後期   | 後期   |
| 順位   | 球団                     | 勝     | 敗     | 分     | 勝率   | 差     | 球団                     | 勝     | 敗     | 分     | 勝率   | 差     |
| ------ | ------------------------ | ------ | ------ | ------ | ------ | ------ | ------------------------ | ------ | ------ | ------ | ------ | ------ |
| 優勝   | 石川ミリオンスターズ     | 20     | 12     | 4      | .625   | -      | 石川ミリオンスターズ     | 21     | 14     | 1      | .600   | -      |
| 2位    | 福井ミラクルエレファンツ | 20     | 14     | 2      | .588   | 1.0    | 信濃グランセローズ       | 15     | 18     | 3      | .455   | 5.0    |
| 3位    | 信濃グランセローズ       | 16     | 17     | 3      | .485   | 3.5    | 富山GRNサンダーバーズ    | 15     | 19     | 2      | .441   | 0.5    |
| 4位    | 富山GRNサンダーバーズ    | 12     | 21     | 3      | .364   | 4.0    | 福井ミラクルエレファンツ | 15     | 20     | 1      | .429   | 0.5    |

##### プレーオフシリーズ
- 東地区 第1戦9月18日（前橋市民球場）

第1戦 群馬 9 - 2 福島
- 西地区 第1戦9月16日、第2戦9月19日（金沢市民球場）

第1戦 福井 2 - 1 石川
第2戦 福井 12 - 1 石川
※第3戦が雨天中止となり、予備日が残っていなかったことからリーグ規定により石川の優勝が決定。
- リーグチャンピオンシップ 9月21日・9月23日（金沢市民球場）、9月24日・9月25日（群馬県立敷島公園野球場）

第1戦 群馬 5 - 1 石川
第2戦 石川 8 - 6 群馬
第3戦 群馬 14 - 0 石川
第4戦 群馬 6 - 2 石川
（群馬は2年ぶり3回目の総合優勝）

#### グランドチャンピオンシップ
※グランドチャンピオンシップの結果。
第1戦 愛媛 2 - 1 群馬（10月1日、坊っちゃんスタジアム）
第2戦 愛媛 4x - 3 群馬（10月2日、坊っちゃんスタジアム）
第3戦 群馬 13 - 1 愛媛（10月8日、前橋市民球場）
第4戦 群馬 3 - 1 愛媛（10月9日、前橋市民球場）
第5戦 群馬 8 - 3 愛媛（10月10日、前橋市民球場）
- - （群馬は初優勝）

#### BASEBALL FIRST LEAGUE
※BASEBALL FIRST LEAGUEの結果。
リーグ戦
| 年間 | 年間                 | 年間 | 年間 | 年間 | 年間 | 年間 |
| 順位 | 球団                 | 勝   | 敗   | 分   | 勝率 | 差   |
| ---- | -------------------- | ---- | ---- | ---- | ---- | ---- |
| 優勝 | 兵庫ブルーサンダーズ | 25   | 10   | 1    | .714 | -    |
| 2位  | 06BULLS              | 21   | 14   | 1    | .600 | 4.0  |
| 3位  | 姫路GoToWORLD        | 7    | 29   | 0    | .194 | 14.5 |

トーナメントステージ
| チーム名             | 第1回 | 第2回 | 第3回 | 総合 |
| -------------------- | ----- | ----- | ----- | ---- |
| 06BULLS              | 1位   | 1位   | 1位   | 1位  |
| 兵庫ブルーサンダーズ | 4位   | 2位   | 2位   | 2位  |
| 姫路GoToWORLD        | 3位   | 3位   | 3位   | 2位  |
| （兵庫インパルス）   | 2位   | 4位   | 4位   | --   |

※兵庫インパルスは芦屋大学のチーム（トーナメントポイント対象外）
リーグチャンピオンシップ 10月15日・10月19日（アメニスキッピースタジアム）、10月18日・10月20日（花園中央公園野球場）
第1戦 06 6 - 5 兵庫
第2戦 06 10 - 9 兵庫
第3戦 兵庫 9 - 5 06
第4戦 兵庫 2 - 1 06
（兵庫は2年連続の総合優勝）

### 社会人野球
- 第87回都市対抗野球大会（7月15日～26日；東京ドーム）

決勝：トヨタ自動車（豊田市）4－0日立製作所（日立市）（初優勝）。
- 第41回全日本クラブ野球選手権大会（9月2日～5日；西武プリンスドーム）

決勝：ビッグ開発ベースボールクラブ（九州）2－1千曲川硬式野球クラブ（北信越）（初優勝）。
- 第42回社会人野球日本選手権大会（10月29日～11月8日；京セラドーム大阪）

決勝：ヤマハ（東海第1）3－2日本通運（JABA北海道大会優勝）（初優勝）。

### 大学野球
- 第65回全日本大学野球選手権大会（6月6日〜12日；神宮球場、東京ドーム）

決勝 中京学院大（東海地区） 5-2中央学院大 （千葉県）。
（中京学院大は初優勝）
- 第47回明治神宮野球大会（11月11日〜16日；神宮球場）

決勝 明大（東京六大学） 5-2桜美林大（関東五連盟第一・首都）。
（明大は5年ぶり6回目の優勝）
- 各大学リーグ結果（太字は大学選手権、明治神宮大会出場権を得た大学）
  - 北海道学生野球連盟
1部春季優勝:東農大北海道オホーツク
2部春季優勝：北教大旭川校
1部秋季優勝：旭川大
2部秋季優勝：釧路公立大
  - 札幌学生野球連盟
1部春季優勝：東海大北海道キャンパス
2部春季優勝：北教大岩見沢校
3部春季優勝：北教大札幌
1部秋季優勝：東海大北海道キャンパス
2部秋季優勝：札幌大谷大
3部秋季優勝：北教大札幌
  - 北東北大学野球連盟
1部春季優勝：富士大
2部春季優勝：青森中央学院大
3部春季優勝：岩手県立大
1部秋季優勝：富士大
2部秋季優勝：青森中央学院大
3部秋季優勝：岩手県立大
  - 仙台六大学野球連盟
春季優勝：東北福祉大
秋季優勝：仙台大
  - 南東北大学野球連盟
1部春季優勝：東日本国際大
2部春季優勝：山形大工学部
1部秋季優勝：福島大
2部秋季優勝：山形大工学部
  - 千葉県大学野球連盟
1部春季優勝：中央学院大
2部春季優勝：浦和大
3部春季優勝：麗澤大
1部秋季優勝：中央学院大
2部秋季優勝：千葉商科大
3部秋季優勝：千葉大
  - 関甲新学生野球連盟
1部春季優勝：上武大
2部春季優勝：作新学院大
3部春季優勝：群馬大
1部秋季優勝：上武大
2部秋季優勝：常磐大
3部秋季優勝：新潟大
  - 東京新大学野球連盟
1部春季優勝：共栄大
2部春季優勝：東京学芸大
3部春季優勝：東京理科大
4部春季優勝：東京電機大
1部秋季優勝：創価大
2部秋季優勝：駿河台大
3部秋季優勝：日工大
4部秋季優勝：文京学院大
  - 東京六大学野球連盟
春季優勝：明大
秋季優勝；明大
  - 東都大学野球連盟
1部春季優勝：亜大
2部春季優勝：青山学院大
3部春季優勝：順大
4部春季優勝：一橋大
1部秋季優勝：日大
2部秋季優勝：国士舘大
3部秋季優勝：大正大
4部秋季優勝：一橋大
  - 首都大学野球連盟
1部春季優勝：日体大
2部春季優勝：武蔵大
1部秋季優勝：桜美林大
2部秋季優勝：明星大
  - 神奈川大学野球連盟
1部春季優勝：桐蔭横浜大
2部春季優勝：鶴見大
1部秋季優勝：神奈川大
2部秋季優勝：松蔭大
  - 愛知大学野球連盟
1部春季優勝：中京大
2部春季優勝：愛院大
3部春季優勝：名大
    - 東海・北陸・愛知三連盟王座決定戦優勝：名城大

1部秋季優勝：中京大
2部秋季優勝：愛大
3部秋季優勝：星城大
  - 東海地区大学野球連盟
    - 岐阜学生野球連盟春季優勝：中京学院大
    - 三重学生野球連盟春季優勝：四日市大
    - 静岡学生野球連盟春季優勝：日大国際関係学部
    - 岐阜学生野球連盟秋季優勝：中部学院大
    - 三重学生野球連盟秋季優勝：四日市大
    - 静岡学生野球連盟秋季優勝：日大国際関係学部

  - 北陸大学野球連盟
1部春季優勝：福井工大
2部春季優勝：金沢大
1部秋季優勝：福井工大
2部秋季優勝：高岡法科大
  - 関西学生野球連盟
春季優勝：立命館大
秋季優勝：関大
  - 関西六大学野球連盟
春季優勝：京産大
秋季優勝：大商大
  - 阪神大学野球連盟
1部春季優勝：関国大
2部東リーグ春季優勝：関外大
2部西リーグ春季優勝：姫路独協大
1部秋季優勝：大体大
2部東リーグ秋季優勝：帝塚山大
2部西リーグ秋季優勝：姫路独協大
  - 近畿学生野球連盟
1部春季優勝：奈良学園大
2部春季優勝：大阪大谷大
3部春季優勝：羽衣国際大
1部秋季優勝：奈良学園大
2部秋季優勝：大阪大谷大
3部秋季優勝：神戸医療福祉大
  - 京滋大学野球連盟
1部春季優勝：花園大
2部春季優勝：京都教育大
1部秋季優勝：京都学園大
2部秋季優勝：京都教育大
  - 広島六大学野球連盟
春季優勝：広経大
秋季優勝：近大工学部
  - 中国地区大学野球連盟
1部春季優勝：環太平洋大
2部春季優勝：広島文化学園大
3部春季優勝：岡山理大
4部春季優勝：比治山大
1部秋季優勝：環太平洋大
2部秋季優勝：広島文化学園大
3部秋季優勝：鳥取大
4部秋季優勝：倉敷芸科大
  - 四国地区大学野球連盟
1部春季優勝：愛媛大
2部春季優勝：鳴門教育大
1部秋季優勝：愛媛大
2部秋季優勝：鳴門教育大
  - 九州六大学野球連盟
春季優勝：九国大
秋季優勝：北九州市立大
  - 福岡六大学野球連盟
春季優勝：九産大
秋季優勝：九共大
  - 九州地区大学野球連盟
    - 北部九州ブロック1部春季優勝：日本文理大
    - 北部九州ブロック2部春季優勝：大分大
    - 北部九州ブロック1部秋季優勝：日本文理大
    - 北部九州ブロック2部秋季優勝：長崎国際大
    - 九州地区大学野球選手権南部九州ブロック大会第一工大
    - 熊本県支部春季優勝：熊本学園大
    - 宮崎県支部春季優勝：宮崎産経大
    - 鹿児島県支部春季優勝：第一工大
    - 沖縄県支部春季優勝：名桜大
    - 熊本県支部秋季優勝：東海大九州キャンパス
    - 宮崎県支部秋季優勝：宮崎産経大
    - 鹿児島県支部秋季優勝：第一工大
    - 沖縄県支部秋季優勝：沖縄大

### 高校野球
- 第88回選抜高等学校野球大会（3月20日 - 3月31日、阪神甲子園球場）

決勝 ：智弁学園（近畿・奈良）2×-1高松商（四国・香川）（延長11回サヨナラ）
- - 智弁学園は初優勝
- 第98回全国高等学校野球選手権大会（8月7日 - 8月21日、阪神甲子園球場）

決勝 ：作新学院（栃木）7-1北海（南北海道）
- - 作新学院は54年ぶり2回目の優勝
- 第61回全国高等学校軟式野球選手権大会（8月24日 - 8月30日、明石トーカロ球場）

決勝 ：天理（近畿・奈良）5-0早大学院（東京）
- - 天理は初優勝
- 第71回国民体育大会（10月2日 - 10月5日、岩手県営野球場）

硬式の部決勝：履正社14-6広島新庄
- - 履正社は初優勝

軟式の部決勝：天理4-0早大学院
- - 天理は6年ぶり2回目の優勝
- 第47回明治神宮野球大会高校の部（11月11日 - 11月15日、明治神宮野球場）

決勝 ：履正社（近畿）11-6早稲田実（東京）

## 死去
- 1月2日 - 東田正義（元西鉄・日本ハム・阪神外野手 *1945年）[70]
- 1月4日 - 矢形勝洋（元阪急投手、元阪急球団常務 * 1934年）[71]
- 1月7日 - 前田祐吉（元慶應義塾大学野球部選手・監督 *1930年）[72]
- 1月7日 - 安達智次郎（元阪神投手 *1974年）[73]
- 1月8日 - 村上孝雄（旧姓：宮川、元広島外野手・スカウト *1936年）[74]
- 1月23日 - ウォルター・ウィリアムス（元ホワイトソックス・日本ハム他外野手 *1943年）[75]
- 2月9日 - 井坂興（元巨人外野手 *1941年）[76]
- 2月9日 - 平田恒雄（元中日外野手 *1955年）[77]
- 2月19日 - 江崎照雄（元毎日・近鉄投手、元中日スコアラー *1934年）[78]
- 3月9日 - 吉田勝豊（元東映・巨人・西鉄外野手 *1935年）[79]
- 3月13日 - 達摩省一（元関西大学野球部選手・監督、高校野球審判員、高校野球解説者 *1936年）[80]
- 3月23日 - ジョー・ガラジオーラ・シニア（英語版）（元カージナルス他捕手 *1926年）[81]
- 3月24日 - 宮崎一夫（元毎日・高橋投手、元札幌第一高等学校野球部監督 *1932年）[82]
- 3月27日 - 三浦清弘（元南海・太平洋投手、太平洋コーチ *1938年）[83]
- 4月19日 - ミルト・パパス（英語版）（元オリオールズ投手 *1939年）[84]
- 4月23日 - 山本功児（元巨人・ロッテ内野手、外野手、元ロッテ監督 *1951年）[85]
- 5月9日 - 秋本祐作（元阪急・広島・巨人投手 *1935年）[86]
- 5月13日 - 工藤幹夫（元日本ハム投手 *1960年）[87]
- 5月22日 - 仁木安（元阪急・朝日外野手、元松下電器野球部監督 *1925年）[88]
- 5月30日 - 後藤次男（元阪神内野手・監督 *1924年）[89]
- 6月8日 - 河内卓司(元高橋ユニオンズ*1920年)
- 7月16日 - 大場隆広（元中日・近鉄・南海投手、元南海コーチ *1948年）[90]
- 8月14日 - 豊田泰光（元西鉄・国鉄内野手、西鉄選手兼任助監督、近鉄コーチ *1935年）[91]
- 9月15日 - 流敏晴（元阪急投手・スコアラー、元オリックススカウト、長崎国際大学硬式野球部監督 *1948年）[92]
- 9月17日 - 山本一義（元広島外野手・コーチ、元近鉄・南海コーチ、元ロッテ監督 *1938年）[93]
- 9月25日 - ホセ・フェルナンデス（マーリンズ投手） * 1992年）[94]
- 11月3日 - 香川正人（元近鉄・横浜大洋投手 *1954年）[95]
- 11月20日 - 島田伸也（元西鉄内野手 *1945年）[96]
- 12月4日 - 荒川博（元大毎外野手、元巨人コーチ、元ヤクルト監督 *1930年）[97]
- 12月11日 - 加藤初（元太平洋・巨人投手、巨人・西武コーチ *1949年）[98]

## その他
- 2月26日 - 2000年に発見された惑星の名称が「王貞治」に決定した[99]。